# Bjurhustjärnen (Ådals-Lidens socken, Ångermanland, 704424-155466)
Bjurhustjärnen är en sjö i Sollefteå kommun i Ångermanland och ingår i Ångermanälvens huvudavrinningsområde.